# Дін Гейсен
Дін Донні Гейсен Вейсмюллер (нід. Dean Donny Huijsen Wijsmuller; нар. 14 квітня 2005) — іспанський та нідерландський футболіст, центральний захисник клубу «Реал Мадрид» та збірної Іспанії.

## Клубна кар'єра

### Ранні роки
Гейсен народився в Амстердамі, Нідерланди, але його сім'я переїхала до Марбельї, Андалусія, Іспанія, коли йому було п'ять років. У цьому місці Дін почав займатись футболом у місцевому аматорському клубі «Коста Уніда», після чого приєднався до академії «Малаги» у 2015 році, у віці 10 років.

### «Ювентус»
Влітку 2021 році Гейсен приєднався до академії італійського «Ювентуса». У своєму першому сезоні він виступав за команду до 17 років, де забив сім голів. У наступному сезоні він грав за команду U19 і з серпня по листопад 2022 року забив шість голів у 14 матчах у всіх турнірах. Він також брав участь у двох товариських матчах першої команди проти «Стандарда» та «Рієки» в грудні того ж року під час паузи чемпіонату Італії через чемпіонат світу.
На початку січня 2023 року Гейсена перевели в «Ювентус Некст Джен», резервну команду «Ювентуса», за яку він дебютував 8 січня 2023 року в матчі Серії С проти «Порденоне» (1:2). Він отримав жовту картку на сьомій хвилині, а на 50-й хвилині забив гол, який був скасований через офсайд.
15 лютого Гейсен забив свої перші голи на дорослому рівні, зробивши дубль у матчі-відповіді півфінального матчу Кубка Італії Серії С проти «Фоджі», завдяки чому гра завершилася перемогою його команди з рахунком 2:1 (3:3 за сумою двох матчів), а «Ювентус Некст Джен» зрештою виграв серію пенальті в тому числі і завдяки влучному удару Гейсена і вийшов до фіналу турніру. 2 квітня він також забив свій перший гол у Серії С у грі проти «Феральпісало» (1:3).
У червні 2023 року Гейсен продовжив свій контракт з «Ювентусом» до 2027 року, провівши перед тим загалом 40 офіційних матчів і забивши десять голів за команди «Ювентуса» U19 і Next Gen протягом сезону 2022/23.
22 жовтня він дебютував у Серії А, вийшовши з лави запасних на 78-й хвилині замість Федеріко Гатті, під час матчу з «Міланом» (1:0). 7 листопада «Ювентус» оголосив, що Гейсен разом зі своїм товаришем по резервній команді Кенаном Їлдизом повноцінно переведені до основної команди.

#### Оренда у «Рому»
6 січня 2024 року Хейсен був відданий в оренду «Ромі» до кінця сезону 2023/24. Наступного дня він дебютував у складі «джаллороссі», відігравши весь другий тайм у домашньому матчі проти «Аталанти» (1:1).
Гейсен забив свій перший гол у Серії А 5 лютого, закріпивши перемогу «Роми» над «Кальярі» з рахунком 4:0. 18 числа того ж місяця він забив перший гол у виїзному матчі проти «Фрозіноне» після того, як обіграв кількох суперників і пробив з-за меж штрафного майданчика.

### «Борнмут»
30 липня 2024 року Гейсен уклав шестирічну угоду з клубом англійської Прем'єр-ліги «Борнмут», перейшовши у клуб за 15,2 мільйона євро, при цьому через бонуси сума може зрости до 18,2 мільйона євро.
Гейсен дебютував за «Борнмут» 28 серпня 2024 року в матчі чемпіонату проти «Ноттінгем Форест» (1:1). 5 грудня 2024 року він забив свій перший гол за клуб, відзначившись точним ударом головою в домашньому матчі проти «Тоттенгема» (1:0). При цьому у віці 19 років і 235 днів він став наймолодшим гравцем в історії «Борнмута», який забив у Прем'єр-лізі.

### «Реал Мадрид»
17 травня 2025 року мадридський «Реал» оголосив про підписання Діна Гейсена. За даними ЗМІ сума трансферу склала близько 50 мільйонів євро. Іспанський захисник підписав контракт з новим клубом терміном до 2030 року. Заробітна плата складе 9 мільйонів євро на рік.
9 червня 2025 року Гейсена офіційно представили як гравця мадридського «Реала», отримав футболку із 24 номером.

## Виступи за збірну

### Нідерланди
Гейсен представляв Нідерланди на різних молодіжних міжнародних рівнях, виступаючи за національні збірні до 16, 17 і 18 років.
У травні 2022 року Гейсен був включений до збірної Нідерландів до 17 років, яка брала участь у юнацькому чемпіонаті Європи в Ізраїлі, де він забив два пенальті в матчах групового етапу проти Франції та Польщі, допомігши «помаранчевим» стати фіналістами турніру.

### Іспанія
Гейсен отримав іспанське громадянство у лютому 2024 року і 15 березня 2024 року Гейсен був викликаний до молодіжної збірної Іспанії. 21 березня він дебютував у збірній Іспанії U-21 у товариській грі проти Словаччини, а через 5 днів зіграв у матчі кваліфікації чемпіонату Європи 2025 року проти Бельгії.
17 березня 2025 року він був викликаний до національної збірної Іспанії на чвертьфінальні матчі Ліги націй проти рідних Нідерландів, замінивши у заявці травмованого Іньїго Мартінеса. 20 березня 2025 року дебютував за збірну, замінивши на 41-й хвилині Пау Кубарсі, який отримав пошкодження. Матч закінчився з рахунком 2:2, а Гейсен був одним із найкращих гравців Іспанії у тому матчі, через що його вороже сприйняли домашні вболівальники на стадіоні Феєнорд за те, що він змінив свою збірну. Тим не менш сам гравець назвав свій дебют «мрією».

## Особисте життя
Може розмовляти голландською, іспанською, італійською та англійською мовами.
Гейсен — син Маші Вейсмюллер і Донні Гейсена. Донні грав за ряд нідерландських клубів в Ередивізі та Еерстедивізі.